# ベルガモット

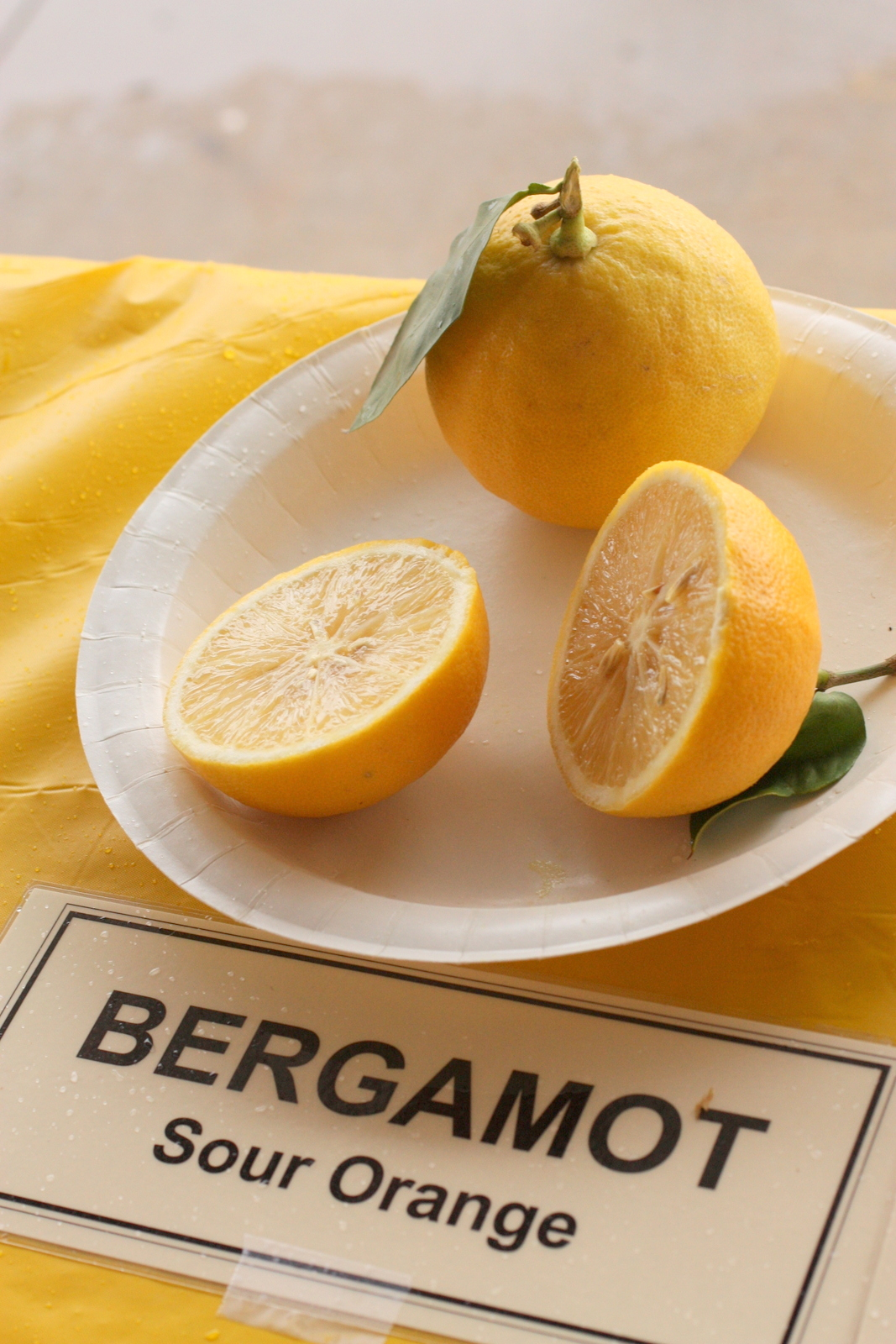
ベルガモットの果実と、その断面。

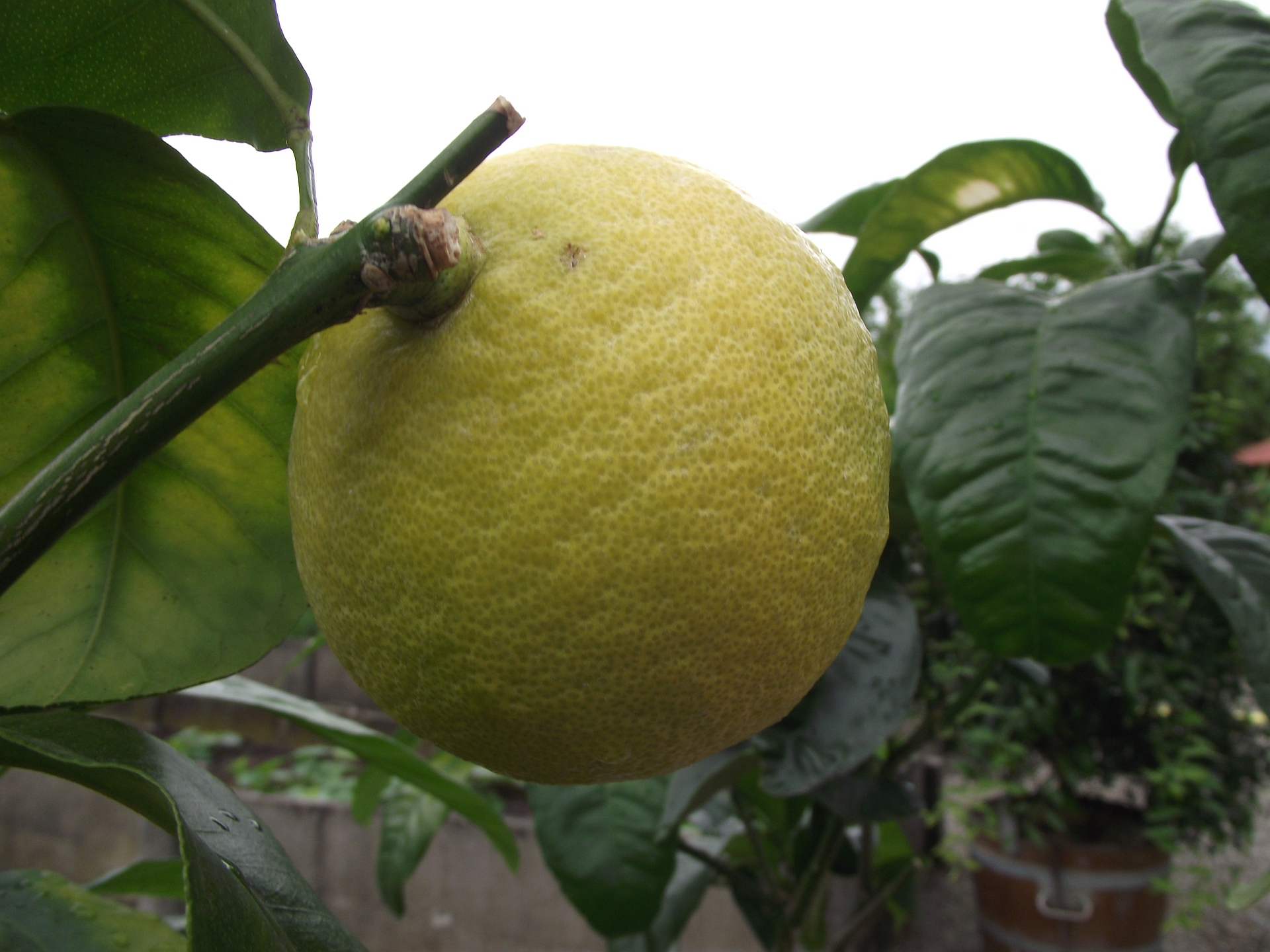
ベルガモットの木に実った果実。

ベルガモット（英語：bergamot、イタリア語：bergamotto、学名：Citrus × bergamia）は、ミカン科ミカン属の高さ３～４メートルの常緑低木樹の柑橘類である。主産地はイタリア。
遺伝子解析の結果、ミカン属の3つの原種（ブンタン・マンダリンオレンジ・シトロン）が関与した交雑種であるとが判明し、レモン（C. × limon）とダイダイ（C. × aurantium）の雑種と仮定したモデルに、良く適合した。
ベルガモットの果実は苦味が強く、生食や果汁飲料には使用されない。専ら精油を採取し、香料として使用される。アールグレイは、ベルガモットで着香した紅茶である。フレッシュな香りを有するため、オーデコロンを中心に香水にもしばしば使用される。

## 名称の由来
トルコ語で「梨の王」を意味するBeg armudiが語源とする説が有る。他に、イタリアのベルガモ、または、スペインのベルガに因むとする説も有る。なお、後者の説は、クリストファー・コロンブスがベルガモットをカナリア諸島で発見して、スペインやイタリアに伝えたとする言い伝えに関連付けて語られる。
ところで、シソ科に同名のベルガモット（和名：タイマツバナ、学名：Monarda didyma）と呼ばれるハーブが有る。これは葉がベルガモットの精油と良く似た香りを持つため、同じ名前を付けられた物であり、分類学上は、全く別の植物である。

## 形態の特徴
ベルガモットの樹高は2 mから5 m程度にまで成長する。葉は他の柑橘類と同じように表面に光沢が見られる。ただし、他の柑橘類の葉よりも、やや細長い形をしており、先が尖っている。夏に芳香を有する5枚の花びらを持つ白い花を咲かせる。果実はヘタの部分が出っ張った洋ナシ形か、あるいは、ほぼ球形をしており少しデコボコしている。果実の色は最初緑色だが、熟すにつれて徐々に黄色から橙色へと変化する。

## 栽培
通常は、ダイダイ（ビターオレンジ）の木に接木して栽培される。比較的暑さには強いのに対して、寒さには弱く、栽培には気温が氷点下にならないことが必要とされる。南向きの日当たりが良く灌漑された山の斜面が、栽培に適している。
ベルガモットの主要な産地はイタリアのカラブリア州である。この他にコートジボワールのサッサンドラ地方でも栽培が行われている。

## 精油
果実の果皮から精油が得られ、これを香料として使用する。果実はまだ果皮が緑色をしている11月から黄色く熟す3月にかけて収穫される。抽出は圧搾法で、コールドプレス法によって行なわれているものもある。得られた精油は黄色をしている。
他の柑橘類の精油がd-リモネンを主成分としているのと大きく異なり、ベルガモットの精油はl-リナロールとl-酢酸リナリルを主成分としている。収穫時期によってl-リナロールとl-酢酸リナリルの比率は変化し、収穫時期が遅くなるほど酢酸リナリルの比率が増加する。また、ベルガモットの精油にはベルガプテンやベルガモチンなどのフロクマリン誘導体が含まれており、これが皮膚に付着した状態で紫外線が当たると、ベルロック皮膚炎と呼ばれる炎症を起こして色素の沈着が起こる。そのため、皮膚に接触する用途に使用される場合には、ベルガプテン除去処理をしたBGF（ベルガプテンフリー）あるいはFCF（フロクマリンフリー）と呼ばれる精油を用いる。
また、枝や葉を水蒸気蒸留すると、プチグレン・ベルガモットと呼ばれる精油が得られる。

## 果肉
非常に苦味が強いために生食には向かない。これは他の柑橘類に比較して、苦味を持つフラボノイドの配糖体の量が多いためである。果肉100 gに含まれるフラボノイド配糖体の総量は2.70 gと、生食可能なグレープフルーツの1.90 gに対して1.4倍程度ある。
内訳としてはポンシリン1.24 g、ネオヘスペリジン0.59 g、ナリンジン0.44 gなどである。

## 用途
代表的なフレーバーティーの1つであるアールグレイは、ベルガモットの精油で紅茶を着香して作られる。
また、フレッシュな香りが適しているため、オーデコロンに使用されてきた。なお、シプレの系統に属する香水はベルガモットとオークモスを使用する。